# Zusammenhang (Prinzipalbündel)
Der Zusammenhang ist in der Differentialgeometrie ein Konzept, mit dem der Paralleltransport zwischen den Fasern eines Prinzipalbündels erklärt werden kann. In der Physik werden solche Zusammenhänge zur Beschreibung von Feldern bei den Yang-Mills-Theorien verwendet.

## Definition
Sei {\displaystyle \pi \colon P\rightarrow M} ein Prinzipalbündel mit der Strukturgruppe {\displaystyle G}. Die Gruppe wirke durch 
{\displaystyle R\colon P\times G\rightarrow P}.
Ferner bezeichne {\displaystyle {\mathfrak {g}}} die Lie-Algebra der Lie-Gruppe {\displaystyle G}.
Ein Zusammenhang ist dann eine {\displaystyle {\mathfrak {g}}}-wertige 1-Form {\displaystyle \omega \in \Omega ^{1}(P,{\mathfrak {g}})}, die {\displaystyle G}-äquivariant ist und deren Einschränkung auf die Fasern mit der Maurer-Cartan-Form übereinstimmt. Es sollen also die beiden folgenden Bedingungen erfüllt sein:
{\displaystyle D(R_{g})\omega =\operatorname {Ad} (g^{-1})(\omega )} für alle {\displaystyle g\in G}
und
{\displaystyle \omega (X^{\sharp })=X} für alle {\displaystyle X\in {\mathfrak {g}}}.
Hierbei ist {\displaystyle R_{g}\colon P\to P} definiert durch {\displaystyle R_{g}(p)=R(p,g)}. {\displaystyle D(R_{g})} bezeichnet das Differential von {\displaystyle R_{g}}. {\displaystyle \operatorname {Ad} \colon G\to \operatorname {GL} ({\mathfrak {g}})} ist die adjungierte Wirkung und {\displaystyle X^{\sharp }} ist das sogenannte fundamentale Vektorfeld. Es wird durch 
{\displaystyle X^{\sharp }(p):=\left.{\frac {\mathrm {d} }{\mathrm {d} t}}\right|_{t=0}R_{\exp(tX)}(p)} für {\displaystyle p\in P}
auf {\displaystyle P} definiert.

## Krümmung
Die Krümmung einer Zusammenhangsform ist definiert durch
{\displaystyle \Omega =d\omega +{\tfrac {1}{2}}[\omega \wedge \omega ].}
Hierbei ist der Kommutator Lie-Algebra-wertiger Differentialformen durch
{\displaystyle [\omega \wedge \eta ](v_{1},v_{2})=[\omega (v_{1}),\eta (v_{2})]-[\omega (v_{2}),\eta (v_{1})]}
und die äußere Ableitung {\displaystyle d\omega } durch
{\displaystyle d\omega (X,Y)=X(\omega (Y))-Y(\omega (X))-\omega ([X,Y])}
definiert.
Die Krümmungsform ist {\displaystyle G}-invariant und definiert deshalb eine 2-Form {\displaystyle \Omega \in \Omega ^{2}(M,{\mathfrak {g}})} auf {\displaystyle M}.

### Bianchi-Identität
Zusammenhangs- und Krümmungsform genügen der Gleichung
{\displaystyle d\Omega =\left[\Omega ,\omega \right]}.

## Horizontale Unterräume
Für eine Zusammenhangsform {\displaystyle \omega \in \Omega ^{1}(P,{\mathfrak {g}})} auf einem {\displaystyle G}-Prinzipalbündel {\displaystyle \pi :P\rightarrow M} sind die horizontalen Unterräume {\displaystyle H_{p},p\in P} definiert durch
{\displaystyle H_{p}:=\ker(\omega :T_{p}P\rightarrow {\mathfrak {g}})}.
Die horizontalen Unterräume sind transversal zu den Tangentialräumen der Fasern von {\displaystyle \pi }, und sie sind {\displaystyle G}-invariant, d. h. {\displaystyle H_{gp}=DR_{g}(H_{p})} für alle {\displaystyle g\in G,p\in P}.
Aus den horizontalen Unterräumen kann man die Zusammenhangsform zurückgewinnen (nach Identifikation des Tangentialraums der Faser mit {\displaystyle {\mathfrak {g}}}) durch Projektion von {\displaystyle T_{p}P} entlang {\displaystyle H_{p}} auf den Tangentialraum der Faser.

## Paralleltransport
Zu jedem Weg {\displaystyle \gamma :\left[0,1\right]\rightarrow M} und jedem {\displaystyle x\in \pi ^{-1}(\gamma (0))} gibt es einen Weg {\displaystyle {\tilde {\gamma }}:\left[0,1\right]\rightarrow P} mit {\displaystyle {\tilde {\gamma }}_{x}(0)=x} und {\displaystyle \pi ({\tilde {\gamma }}_{x})=\gamma }. (Das folgt aus dem Existenz- und Eindeutigkeitssatz für gewöhnliche Differentialgleichungen.)
Insbesondere hat man zu jedem Weg {\displaystyle \gamma :\left[0,1\right]\rightarrow M} eine durch
{\displaystyle P_{\gamma }(x)={\tilde {\gamma }}_{x}(1)}
definierte Abbildung
{\displaystyle P_{\gamma }:\pi ^{-1}(\gamma (0))\rightarrow \pi ^{-1}(\gamma (1))},
den sogenannten Paralleltransport entlang des Weges {\displaystyle \gamma }.
Zu einem Punkt {\displaystyle b\in B} definiert man die Holonomiegruppe als Untergruppe der Diffeomorphismen der Faser {\displaystyle F_{b}:=\pi ^{-1}(b)} wie folgt. Zu einem geschlossenen Weg {\displaystyle \gamma :\left[0,1\right]\rightarrow B} mit {\displaystyle \gamma (0)=\gamma (1)=b} und einem {\displaystyle x\in F_{b}} gibt es eine eindeutige Hochhebung {\displaystyle {\tilde {\gamma }}} mit {\displaystyle {\tilde {\gamma }}(0)=x} und wir definieren {\displaystyle f_{\gamma }(x):={\tilde {\gamma }}(1)}. Die Gruppe der {\displaystyle f_{\gamma }} für alle {\displaystyle \gamma } ist die Holonomiegruppe.

## Riemannscher Zusammenhang
Für eine riemannsche Mannigfaltigkeit {\displaystyle M} ist das Rahmenbündel ein Prinzipalbündel mit der linearen Gruppe {\displaystyle GL(n,\mathbb {R} )}. 
Sei {\displaystyle A} die Matrix, die mit Hilfe einer lokalen Basis durch
{\displaystyle A(v)=\nabla _{X}v}
definiert wird, wobei {\displaystyle \nabla } der Levi-Civita-Zusammenhang ist, so wird durch
{\displaystyle \theta (X):=A}
die riemannsche Zusammenhangform definiert. Es gilt
{\displaystyle \theta \in \Omega ^{1}(M,{\mathfrak {gl}}(n,\mathbb {R} ))}.
Seien {\displaystyle (x_{i})_{i}} lokale Koordinaten in einer Umgebung von {\displaystyle p\in M} und {\displaystyle (\omega _{i})_{i}} die kanonischen 1-Formen des Rahmenbündels, dann hängt die Krümmungsform des Levi-Civita-Zusammenhangs mit dem Riemannschen Krümmungstensor über die Gleichung {\displaystyle \Omega _{ij}={\frac {1}{2}}\sum _{kl}R_{ijkl}\omega _{k}\wedge \omega _{l}} zusammen.